# Годвин-Остин, Альфред Рид
Сэр Альфред Рид Годвин-Остин (англ. Alfred Reade Godwin-Austen; 17 апреля 1889 — 20 марта 1963) — британский военный деятель, генерал ВС Великобритании.

## Биография
Потомственный военный. Правнук генерал-майора сэра Генри Годвина (1784—1853), который командовал британскими и индийскими войсками во Второй англо-бирманской войне. Племянник известного геолога, военного топографа Генри Годвин-Остина.
Окончил Колледж Святого Лаврентия в Рамсгите, затем Королевский военный колледж (ныне Королевская военная академия в Сандхерсте). С 1909 года — второй лейтенант 24-го пехотного полка Великобритании.
Участник Первой мировой войны. Офицер штаба 3-й (западной) дивизии «Новой армией Китченера» (Kitchener’s New Army). Служил в Галлиполи, Палестине и Месопотамии. Был награждён Военным крестом.
В 1924—1925 годах обучался в Штабном колледже в Кемберли. Позже — на разных штатных должностях в военном министерстве, инструктор Королевского военного колледжа в Сандхерсте.
С 1936 года командовал 2-м батальоном Герцога Корнуоллского полка легкой пехоты. В 1937—1938 годах — глава британской военной миссии в Египте. С 1938 г. служил в Палестине: в 1938—1939 годах — командир 13-й и 14-й бригад,
За несколько дней до начала Второй мировой войны в августе 1939 года сменил Бернарда Монтгомери на посту командира 8-й пехотной дивизии.
Участник подавления арабского восстания в Палестине (1936—1939).
В 1940 году назначен главнокомандующим войсками в Британском Сомали, где сражался с итальянцами. Ему удалось вывести почти все войска Британии в Берберу. Затем войска эвакуировались в Аден. Британцы потеряли тогда около 260 человек (38 убитых, 102 раненых и 120 пропавших без вести). Завершив основные операции в Восточной Африке, он передал командование в августе 1941 года своему преемнику.
В 1940—1941 годах — командир 12-й южно-африканской дивизии, во главе которой принимал участие в разгроме итальянских войск в Эфиопии.
В 1941—1942 годах — командир XIII корпуса в Северной Африке. В 1942 г. назначен начальником штабного колледжа, затем, директор тактических исследований Военного министерства Великобритании.
В 1944 г. сначала 1-й заместитель, а затем генерал-квартирмейстер Индийской армии. В 1945—1946 годах — главный административный офицер Индийского командования.
С 5 марта 1947 года — генерал. В 1947 г. вышел в отставку. В 1950 получил почётное звание полковника Южно-Уэльского пограничного полка.

## Награды
- Кавалер Ордена Бани
- Офицер Ордена Британской империи
- Рыцарь-командор Ордена Звезды Индии (1946)
- Военный крест (Великобритания)
- Посвящен в рыцари в 1946 году.